# Psychotria hombroniana
Psychotria hombroniana là một loài thực vật có hoa trong họ Thiến thảo. Loài này được (Baill.) Fosberg miêu tả khoa học đầu tiên năm 1955.